# Korpijärvi (sjö i Finland, Mellersta Österbotten)
Korpijärvi är en sjö i Finland. Den ligger i kommunen Perho i landskapet Mellersta Österbotten, i den centrala delen av landet, 300 km norr om huvudstaden Helsingfors. Korpijärvi ligger 174,6 meter över havet. Arean är 1,61 kvadratkilometer och strandlinjen är 12,02 kilometer lång. Sjön  ingår i Perho å huvudavrinningsområde. 